# Station Ampsin
Station Ampsin is een spoorwegstation langs spoorlijn 125 (Namen - Luik) in Ampsin een deelgemeente van de gemeente Amay. Het is nu een stopplaats.

## Treindienst
| Serie       | Treinsoort          | Route | Bijzonderheden                                                                                                  |
| ----------- | ------------------- | --- | --- |
| L 4950      | L-trein (NMBS)      | Luik-Guillemins – Ampsin – Hoei – Namen                                                                           | |
| P 7460/8460 | Piekuurtrein (NMBS) | Statte – Ampsin – Luik-Guillemins                                                                                 | Rijdt alleen op werkdagen.                                                                                      |
| P 7480/8480 | Piekuurtrein (NMBS) | [ Hoei – Namen ] / [ Herstal – Luik-Sint-Lambertus – Luik-Guillemins – [ Rivage – Gouvy ] / [ Ampsin – Statte ] ] | Rijdt alleen op werkdagen. Een trein vanuit Herstal naar Gouvy. Twee treinen per richting tussen Hoei en Namen. |

## Reizigerstellingen
De grafiek en tabel geven het gemiddeld aantal instappende reizigers weer op een week-, zater- en zondag.
| Tabel: aantal instappende reizigers station Ampsin | Tabel: aantal instappende reizigers station Ampsin | Tabel: aantal instappende reizigers station Ampsin | Tabel: aantal instappende reizigers station Ampsin |
|                                                    | Weekdag                                            | Zaterdag                                           | Zondag                                             |
| -------------------------------------------------- | -------------------------------------------------- | -------------------------------------------------- | -------------------------------------------------- |
| 1977                                               | 189                                                | 72                                                 | 34                                                 |
| 1978                                               | 264                                                | 103                                                | 73                                                 |
| 1979                                               | 262                                                | 77                                                 | 46                                                 |
| 1980                                               | 273                                                | 124                                                | 66                                                 |
| 1981                                               | 281                                                | 139                                                | 75                                                 |
| 1982                                               | 259                                                | 107                                                | 67                                                 |
| 1983                                               | 288                                                | 57                                                 | 42                                                 |
| 1984                                               | 261                                                | 41                                                 | 32                                                 |
| 1985                                               | 235                                                | 49                                                 | 39                                                 |
| 1986                                               | 218                                                | 70                                                 | 26                                                 |
| 1987                                               | 245                                                | 44                                                 | 41                                                 |
| 1988                                               | 252                                                | 41                                                 | 30                                                 |
| 1989                                               | 226                                                | 54                                                 | 33                                                 |
| 1990                                               | 180                                                | 43                                                 | 37                                                 |
| 1991                                               | 204                                                | 65                                                 | 30                                                 |
| 1992                                               | 239                                                | 62                                                 | 35                                                 |
| 1993                                               | 160                                                | 48                                                 | 34                                                 |
| 1994                                               | 167                                                | 35                                                 | 19                                                 |
| 1995                                               | 126                                                | 39                                                 | 25                                                 |
| 1996                                               | 157                                                | 33                                                 | 20                                                 |
| 1997                                               | 158                                                | 54                                                 | 32                                                 |
| 1998                                               | 160                                                | 38                                                 | 33                                                 |
| 1999                                               | 132                                                | 35                                                 | 32                                                 |
| 2000                                               | 136                                                | 50                                                 | 31                                                 |
| 2001                                               | 143                                                | 28                                                 | 35                                                 |
| 2002                                               | 114                                                | 29                                                 | 35                                                 |
| 2003                                               | 144                                                | 41                                                 | 26                                                 |
| 2004                                               | 149                                                | 31                                                 | 25                                                 |
| 2005                                               | 163                                                | 37                                                 | 28                                                 |
| 2006                                               | 177                                                | 34                                                 | 24                                                 |
| 2007                                               | 147                                                | 36                                                 | 24                                                 |
| 2008                                               | -                                                  | -                                                  | -                                                  |
| 2009                                               | 149                                                | 22                                                 | 19                                                 |
| 2010                                               | -                                                  | -                                                  | -                                                  |
| 2011                                               | -                                                  | -                                                  | -                                                  |
| 2012                                               | 179                                                | 31                                                 | 23                                                 |
| 2013                                               | 203                                                | 39                                                 | 36                                                 |
| 2014                                               | 184                                                | 48                                                 | 32                                                 |
| 2015                                               | 133                                                | 29                                                 | 28                                                 |
| 2016                                               | 136                                                | 36                                                 | 31                                                 |
| 2017                                               | 137                                                | 23                                                 | 14                                                 |
| 2018                                               | 144                                                | 27                                                 | 22                                                 |
| 2019                                               | 134                                                | 30                                                 | 20                                                 |
| 2020                                               | 101                                                | 26                                                 | 16                                                 |
| 2021                                               | -                                                  | -                                                  | -                                                  |
| 2022                                               | 170                                                | 66                                                 | 55                                                 |
| 2023                                               | 211                                                | 55                                                 | 47                                                 |
| 2024                                               | 191                                                | 50                                                 | 42                                                 |

0,0: Luik-Guillemins ·
1,1: Val-Benoît ·
2,9: Sclessin ·
5,1: Tilleur ·
6,4: Pont-de-Seraing ·
7,3: Jemeppe-sur-Meuse ·
9,3: Flémalle-Grande ·
10,0: Leman ·
11,2: Flémalle-Haute ·
12,3: Chokier ·
14,0: Aigremont ·
15,3: Engis ·
17,3: La Mallieue ·
18,8: Hermalle-sous-Huy ·
21,2: Haute-Flône ·
22,5: Amay ·
24,9: Ampsin ·
27,9: Corphalie ·
29,4: Hoei ·
30,4: Statte ·
32,7: Bas-Oha ·
35,7: Java ·
40,3: Andenne ·
41,7: Château-de-Seilles ·
46,5: Sclaigneaux ·
48,8: Namêche ·
51,5: Marche-les-Dames ·
54,7: Beez ·
57,1: Faubourg-Saint-Nicolas ·
59,5: Namen